# Diwan-e Shams-e Tabrizi
Dīvān-e Kabīr o Dīvān-e Šams-e Tabrīzī ("Le opere di Šams Tabrīzī") (lingua persiana دیوان شمس تبریزی) o Dīvān-e Šams è un'opera letteraria di Jalal al-Din Rumi, poeta e mistico sufista di origini Persiane. Si tratta di una collezione di poemi lirici costituita da più di 40.000 versi, scritta in nuova lingua persiana e considerata fra i capolavori della letteratura persiana. 

## Contenuto
Dīvān-e Kabīr ("il grande diwan") è costituito da una raccolta di poemi in stile differente di poesia islamica orientale (ad esempio: odi, egloghe, quartine, etc.). Contiene 44.282 versi (secondo l'edizione Foruzanfar, che è basata sul più antico manoscritto disponibile): 3.229 odi, o ghazals (versi = 34.662); 44 tarji-bands (versi = 1698) e 1.983 quartine (versi = 7932). Il testo segue la lunga tradizione della poetica Sufista utilizzando il metodo di componimento tradizionale ghazal. Nonostante la maggior parte dei poemi sia in nuovo persiano, ve ne sono anche in arabo e un piccolo numero in persiano-greco e persiano-turco. Il titolo Dīvān-e Šams-e Tabrīzī è stato dato in onore del maestro spirituale e amico di Rumi, Shams Tabrizi. 

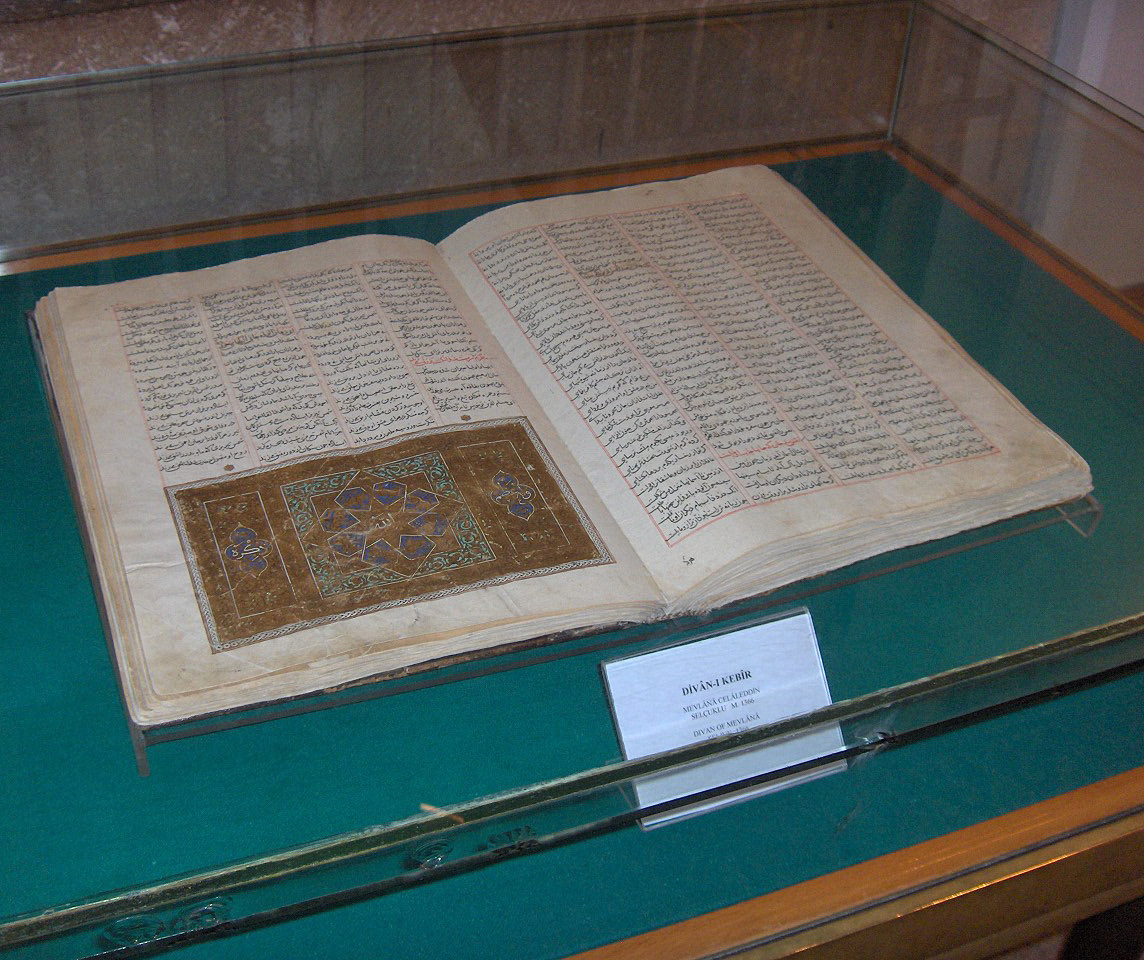
Dīvān-e Kabīr (Divan-ı Kebir) del 1366
Mausoleo di Mevlâna, Konya, Turchia

## Origini e storia
Nel 1244 d.C., Rumi, all’epoca giurista e consigliere spirituale al servizio del sultano di Rûm, incontrò a Konya un derviscio persiano itinerante di nome Shams-i Tabrizi. Rumi, che fino ad allora non aveva alcuna esperienza nella poesia, si legò rapidamente a Shams, il quale divenne suo maestro spirituale e lo introdusse alla musica, alla poesia cantata e alla danza attraverso i sama. Shams lasciò improvvisamente Konya nel 1246 d.C., tornò un anno dopo, poi scomparve nuovamente nel 1248 d.C., forse assassinato. Durante la prima separazione da Shams, Rumi scrisse lettere poetiche implorandone il ritorno. Dopo la seconda scomparsa di Shams, Rumi riprese a scrivere poesie in cui ne lodava la figura e ne lamentava l’assenza. Queste poesie furono raccolte dopo la morte di Rumi dai suoi discepoli nell'opera Divan-i Shams-i Tabrizi.
Le date di composizione di alcune poesie del Divan sono sconosciute. Tuttavia, una parte significativa fu scritta subito dopo la seconda scomparsa di Shams, e quindi la maggior parte di esse risale probabilmente al 1247 d.C. e agli anni successivi, fino a quando Rumi superò il dolore per la perdita. Altre settanta poesie furono composte dopo che Rumi ebbe conferma della morte di Shams. 
Nel sedicesimo secolo, la maggior parte degli editori organizzava le poesie del Divan in ordine alfabetico secondo l’ultima lettera di ciascun verso, senza tenere conto delle variazioni di metro e di tema. Questo metodo di organizzazione è tuttora utilizzato nelle edizioni iraniane moderne del Divan. Le edizioni turche, invece, seguono la tradizione dell’Ordine Mawlawiyya, raggruppando le poesie secondo il metro.
La prima copia stampata del Divan fu realizzata in Europa nel 1838 da Vincenz von Rosenzweig-Schwannau, che pubblicò settantacinque poesie dalla dubbia autenticità. Reynold A. Nicholson curò successivamente un testo più selettivo, comprendente cinquanta ghazal, anche se l’edizione critica di Badi al-Zaman Foruzanfar ha successivamente ritenuto alcune delle scelte di Nicholson non autentiche. Nel 1957, Foruzanfar pubblicò una raccolta critica delle poesie del Divan basata su manoscritti redatti entro cento anni dalla morte di Rumi.